# Better than Today
«Better Than Today» (в переводе с англ. — «Лучше чем сегодня») — песня, написанная и спродюсированная Nerina Pallot и Andy Chatterly для «Buckminster Fuller EP» Pallot (2009 г.). Затем песня была переспродюсирована Pallot, Chatterly и Stuart Price для одиннадцатого студийного альбома Кайли Миноуг Aphrodite и выпущена в качестве третьего сингла 6 декабря 2010 года.

## Критика
Сингл «Better Than Today» получил положительные отзывы критиков, многие похвалили песню за её кантри и танцевальный стиль. Издание Entertainment Weekly назвало её самым необычным треком из альбома, а PopMatters назвали её «сахарным бумом». BBC Music назвал «Better Than Today» «удачным техно-кантри», создающим «впечатление танцующих киборгов».

## Позиции в чартах
За четыре недели пребывания в чарте Великобритании сингл уже успел выйти за пределы лучшей сотни и снова войти в чарт (1 неделя — 67 место, 2 неделя — 114 место, 3 неделя — 40 место, 4 неделя — 63 место). На данный момент наивысшей строчкой для «Better Than Today» является 40 место.

## Музыкальное видео
Премьера видеоклипа на «Better Than Today» состоялась 19 ноября 2010 года. Режиссёром ролика выступила сама Кайли Миноуг, при участии её креативного директора Уильяма Бейкера. В начале клипа Кайли танцует на сцене, на которой также присутствуют танцовщицы с погонами из перьев на плечах и гитаристы в шлемах из игры Pac-Man, в то время как экраны демонстрируют проекции из этой игры. Хореография основана на танце из американского турне певицы «For You, For Me Tour». Во время припева Кайли танцует около усилителей.

## Список композиций
| - CD сингл #1 1. «Better Than Today» — 3:26 2. «Can't Get You Out of My Head» (BBC Live Lounge Version) — 3:16 - CD сингл #2 1. «Better Than Today» — 3:26 2. «Better Than Today» (Bills & Hurr Remix) — 8:36 3. «Better Than Today» (The Japanese Popstars Mix) — 6:45 4. «Get Outta My Way» (BBC Live Lounge Version) — 3:40 - 7" сингл 1. «Better Than Today» — 3:26 2. «Better Than Today» (Bills & Hurr Remix Edit) — 3:47 | - Amazon цифровой формат EP 1. «Better Than Today» — 3:26 2. «Better Than Today» (Bills & Hurr Remix Edit) — 3:47 3. «Better Than Today» (The Japanese Popstars Mix) — 6:45 4. «All the Lovers» (BBC Live Lounge Version) — 3:33 - iTunes цифровой формат EP 1. «Better Than Today» — 3:26 2. «Better Than Today» (Bills & Hurr Remix Edit) — 3:47 3. «Better Than Today» (The Japanese Popstars Mix) — 6:45 4. «Better Than Today» (Monarchy 'Kylie Through the Wormhole' Remix) — 8:13 5. «All the Lovers» (BBC Live Lounge Version) — 3:33 |